# M.S.V.V. Fyrfad
De Maastrichtse Studenten Volleybalvereniging Fyrfad is een studentenvolleybalvereniging uit Maastricht. De naam van de vereniging komt van het Ouddeense woord voor aanvallen. Het is een van de grotere studentensportverenigingen van Maastricht, aangesloten bij de Sportraad Musst. Momenteel telt de vereniging ongeveer 180 leden. De vereniging richt zich op studenten van Maastricht University en Hogeschool Zuyd. Momenteel bestaat M.S.V.V. Fyrfad uit vier herenteams, acht damesteams en een mixteam variërend van de eerste klasse reguliere Nevobo-competitie tot recreatief laag. Ook is er, traditioneel, een (mix)groep met dit jaar 20 leden die aan het begin van het academisch jaar beginnen met volleyballen. Er worden borrels en activiteiten georganiseerd, een ledenweekend in oktober en een gala in april. De vereniging heeft een afhankelijke genootschap, namelijk V.D.G. Voramus. Voorgaand was er ook het Heren Genootschap A.H.W. Byrfad.

Dit jaar (2023) bestaat Fyrfad 25 jaar, waarmee er dus alweer het vijfde lustrum jaar wordt gevierd. Dit komt met verschillende speciale activiteiten als het lustrum gala en een speciaal lustrum weekend waar ook oud leden zich voor kunnen aanmelden.